# S/2022 J 2
S/2022 J 2 es un pequeño satélite natural exterior de Júpiter descubierto por Scott S. Sheppard el 15 de octubre de 2022 utilizando el telescopio Magellan-Baade de 6,5 metros en el Observatorio Las Campanas, Chile. Fue anunciado por el Minor Planet Center el 22 de febrero de 2023, después de que se recopilaran observaciones durante un período de tiempo lo suficientemente largo como para confirmar la órbita del satélite.
S/2022 J 2 es parte del grupo de Carmé, un cúmulo compacto de satélites retrógrados irregulares de Júpiter que siguen órbitas similares a las de Carmé en semiejes mayores entre 22 y 24 millones de kilómetros, excentricidades orbitales entre 0,2 y 0,3 e inclinaciones entre 163 y 166°. Con un diámetro de aproximadamente 1 kilómetro (0,62 mi) y una magnitud absoluta de 17.6, es una de los satélites naturales conocidos más pequeños de Júpiter con órbitas confirmadas.